# Partición de la unidad

Una partición de la unidad de una circunferencia con cuatro funciones. La circunferencia se desenrolla hasta formar un segmento rectilíneo (la línea continua inferior) para facilitar su representación. La línea discontinua superior es la suma de las funciones de la partición

En matemáticas, una partición de la unidad de un espacio topológico X es un conjunto R de funciones continuas desde X hasta el intervalo unidad [0,1] tal que para cada punto {\displaystyle x\in X}:
- Existe un entorno de x donde todas menos un número finito de las funciones de R son 0, y
- La suma de todos los valores de la función en x es 1, es decir, {\textstyle \sum _{\rho \in R}\rho (x)=1.}

Las particiones de la unidad son útiles porque a menudo permiten extender las construcciones locales a todo el espacio. También son importantes en la interpolación de datos, en el procesado de señales y en la teoría de los splines.

## Existencia
La existencia de particiones de la unidad asume dos formas distintas:
1. Dado cualquier recubrimiento {\displaystyle \{U_{i}\}_{i\in I}} de un espacio, existe una partición {\displaystyle \{\rho _{i}\}_{i\in I}} indexada sobre el mismo conjunto I tal que soporta {\displaystyle \rho _{i}\subseteq U_{i}.} Se dice que dicha partición está 'subordinada al recubrimiento abierto {\displaystyle \{U_{i}\}_{i}.}
2. Si el espacio es localmente compacto, dado cualquier recubrimiento abierto {\displaystyle \{U_{i}\}_{i\in I}} de un espacio, existe una partición {\displaystyle \{\rho _{j}\}_{j\in J}} indexada sobre un conjunto de índices J posiblemente distinto, de modo que cada \rho_j tenga un soporte compacto y para cada j \in J, y suple a {\displaystyle \rho _{j}\subseteq U_{i}} para algún i \in I.

Por lo tanto, se elige tener los soportes indexados por el recubrimiento abierto o por soportes compactos. Si el espacio es compacto, entonces existen particiones que satisfacen ambos requisitos.
Un recubrimiento abierto finito siempre tiene subordinada una partición continua de la unidad, siempre que el espacio sea localmente compacto y de Hausdorff.
La paracompacidad del espacio es una condición necesaria para garantizar la existencia de una partición de la unidad subordinado a cualquier recubrimiento abierto. Dependiendo de la categoría a la que pertenezca el espacio, también puede ser condición suficiente. La construcción utiliza un apaciguador, un tipo de funciones que existen en las variedades diferenciables y continuas, pero no en las variedades analíticas. Así, para un recubrimiento abierto de una variedad analítica, generalmente no existe una partición analítica de la unidad subordinada a ese recubrimiento abierto (véase extensión analítica).
Si R y T son particiones de la unidad para los espacios X e Y, respectivamente, entonces el conjunto de todos los pares {\displaystyle \{\rho \otimes \tau :\ \rho \in R,\ \tau \in T\}} es una partición de la unidad para el espacio producto cartesiano X \times Y. El producto tensorial de funciones actúa como {\displaystyle (\rho \otimes \tau )(x,y)=\rho (x)\tau (y).}

## Ejemplo
Se puede construir una partición de la unidad en {\displaystyle S^{1}} considerando un gráfico con el complemento de un punto {\displaystyle p\in S^{1}} enviando {\displaystyle S^{1}-\{p\}} a {\displaystyle \mathbb {R} } con centro {\displaystyle q\in S^{1}}. Ahora, considerar que {\displaystyle \Phi } sea una función bulto en {\displaystyle \mathbb {R} } definida por: {\displaystyle \Phi (x)={\begin{cases}\exp \left({\frac {1}{x^{2}-1}}\right)&x\in (-1,1)\\0&{\text{ en caso contrario }}\end{cases}}}, entonces, tanto esta función como {\displaystyle 1-\Phi } se pueden extender únicamente a {\displaystyle S^{1}} configurando {\displaystyle \Phi (p)=0}. En consecuencia, el conjunto {\displaystyle \{(S^{1}-\{p\},\Phi ),(S^{1}-\{q\},1-\Phi )\}} forma una partición de la unidad sobre {\displaystyle S^{1}}.

## Definiciones de variantes
A veces se utiliza una definición menos restrictiva: solo se requiere que la suma de todos los valores de la función en un punto particular sea positiva, en lugar de 1, para cada punto del espacio. Sin embargo, dado tal conjunto de funciones {\displaystyle \{\psi _{i}\}_{i=1}^{\infty }} se puede obtener una partición de la unidad en sentido estricto dividiendo por la suma; la partición se convierte en {\displaystyle \{\sigma ^{-1}\psi _{i}\}_{i=1}^{\infty }} donde {\textstyle \sigma (x):=\sum _{i=1}^{\infty }\psi _{i}(x)}, que está bien definida, ya que en cada punto solo un número finito de términos son distintos de cero. Aún más, algunos autores eliminan el requisito de que los soportes sean localmente finitos, requiriendo solo ese {\textstyle \sum _{i=1}^{\infty }\psi _{i}(x)<\infty } para todos los {\displaystyle x}.
En el campo de álgebras de operadores, una partición de la unidad se compone de proyecciones {\displaystyle p_{i}=p_{i}^{*}=p_{i}^{2}}. En el caso de {\displaystyle \mathrm {C} ^{*}}-álgebras, se puede demostrar que las funciones son ortogonales dos a dos:
{\displaystyle p_{i}p_{j}=\delta _{i,j}p_{i}\qquad (p_{i},\,p_{j}\in R).}
Si {\displaystyle a} es un elemento normal de un álgebra {\displaystyle \mathrm {C} ^{*}} unital {\displaystyle A}, y tiene espectro finito {\displaystyle \sigma (a)=\{\lambda _{1},\dots ,\lambda _{N}\}}, entonces las proyecciones de su descomposición espectral
{\displaystyle a=\sum _{i=1}^{N}\lambda _{i}\,P_{i},}
forman una partición de la unidad.
En el campo de los grupos cuánticos compactos, las filas y columnas de la representación fundamental {\displaystyle u\in M_{N}(C)} de un grupo de permutación cuántica {\displaystyle (C,u)} forman particiones de la unidad.

## Aplicaciones
Se puede utilizar una partición de la unidad para definir la integral (con respecto a una forma de volumen) de una función definida sobre una variedad: primero se define la integral de una función cuyo soporte está contenido en un único parche de coordenadas de la variedad; luego se usa una partición de la unidad para definir la integral de una función arbitraria; y finalmente se muestra que la definición es independiente de la partición de la unidad elegida.
Se puede utilizar una partición de la unidad para mostrar la existencia de una variedad de Riemann en una variedad arbitraria.
El método del descenso más pronunciado emplea una partición de la unidad para construir funciones asintóticas de integrales.
El filtro de Linkwitz-Riley es un ejemplo práctico del uso de una partición de la unidad para separar la señal de entrada en dos señales de salida que contienen solo componentes de alta o baja frecuencia.
Los polinomios de Bernstein de grado fijo m son una familia de m+1 polinomios linealmente independientes, que son una partición de la unidad para el intervalo unitario {\displaystyle [0,1]}.
Las particiones de la unidad se utilizan para establecer aproximaciones globales suaves para funciones de Sóbolev en dominios acotados.